# Stadsgracht (Leeuwarden)
De Stadsgracht is een gracht in de stad Leeuwarden in de Nederlandse provincie Friesland. De Stadsgracht om de Binnenstad van Leeuwarden heeft een lengte van vijf kilometer.

## Geschiedenis
In de 14e eeuw werden verbindingsgrachten gegraven tussen de Ee, het Vliet en de Potmarge. Aan de zuidzijde werd de stadsgracht in westelijke richting doorgetrokken. De stadsgracht liep langs het Naauw, de  Nieuwestad, Bagijnesteeg, Sint Anthonystraat, Perkswaltje, Nieuweburen, Voorstreek, Tuinen, Turfmarkt, Tweebaksmarkt, Druifstreek, Zwitserswaltje en de Weaze.
In de 15e eeuw werd na stadsuitbreidingen tussen 1481 en 1494 een nieuwe stadsgracht (singelgracht) gegraven. Naast de drie landpoorten (Wirdumerpoort, Onze Lieve Vrouwepoort en de Hoeksterpoort) werden er ook vier waterpoorten gebouwd: de Hoeksterwaterpoort, de Tuinster- of Vlietsterpoort, de Lievevrouwewaterpoort bij de Schavernek en de Wirdumerwaterpoort. In de jaren 1818-1841 werden de poorten gesloopt.
In 1640 begon men rondom de stadsgracht een singel aan te leggen.

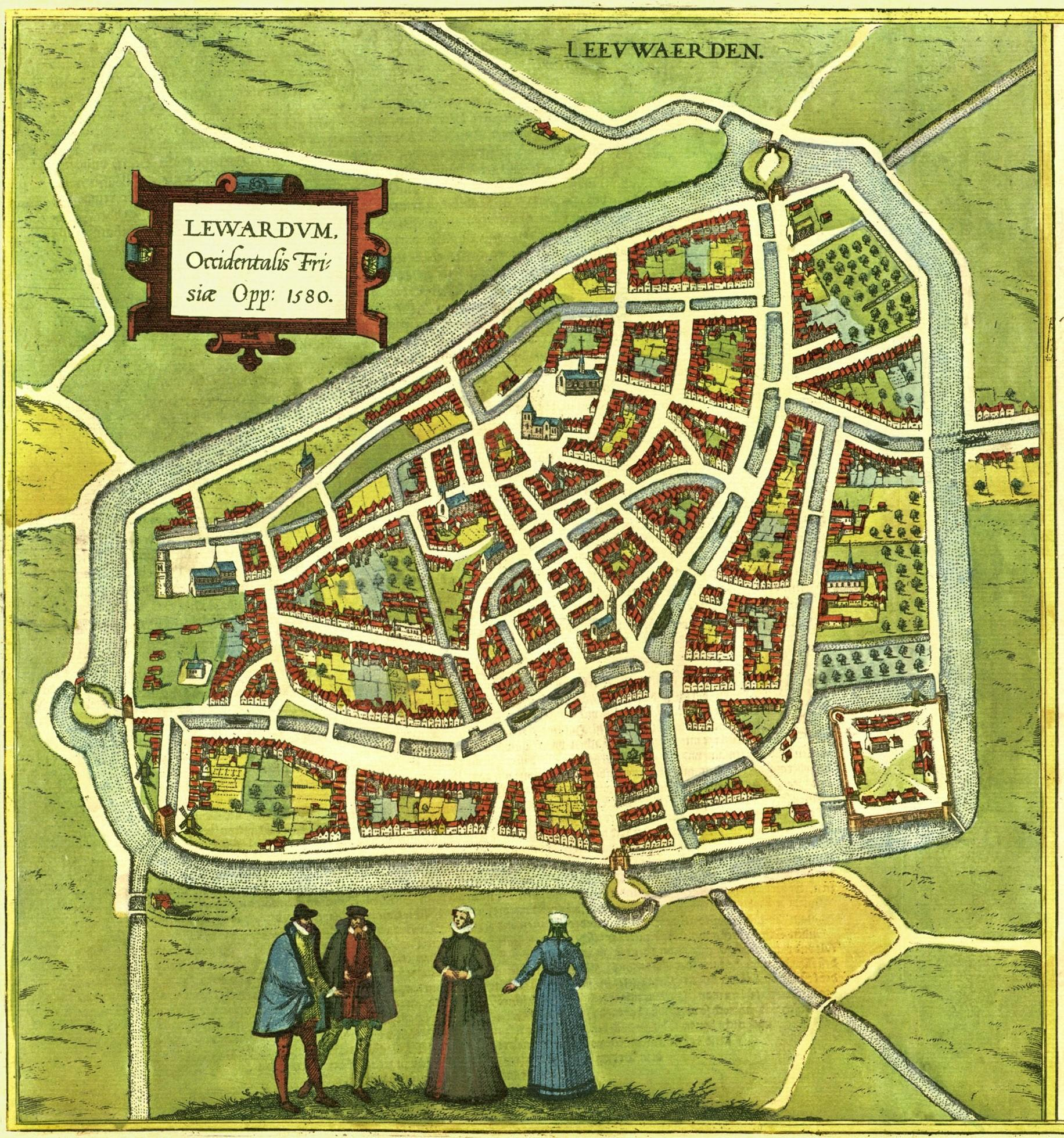
Kaart uit Stedenboek van Braun & Hogenberg (1580)
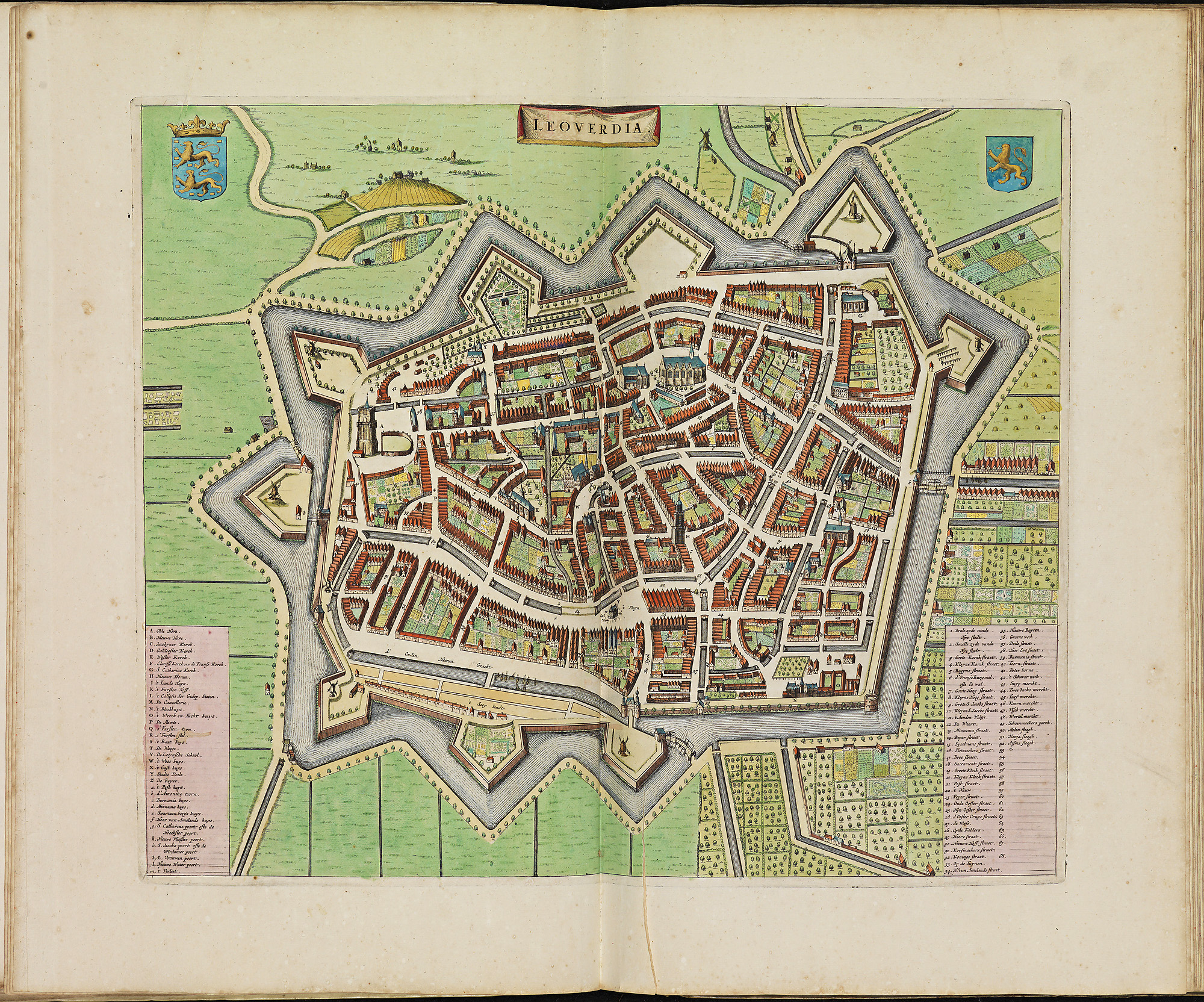
Kaart uit Stedenboek van Frederick de Wit (1698)
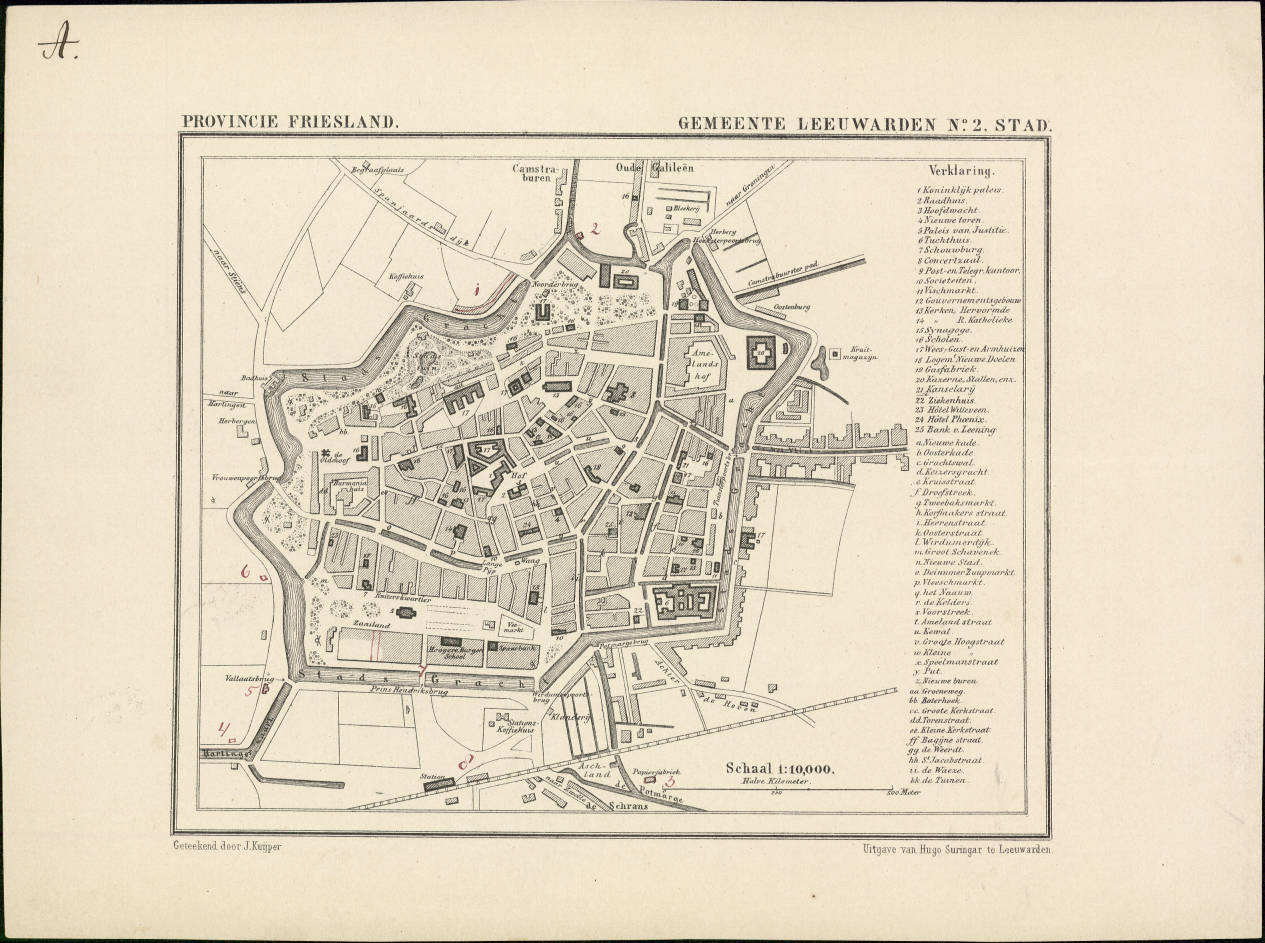
Kaart uit Gemeeteatlas van Nederland (1869)
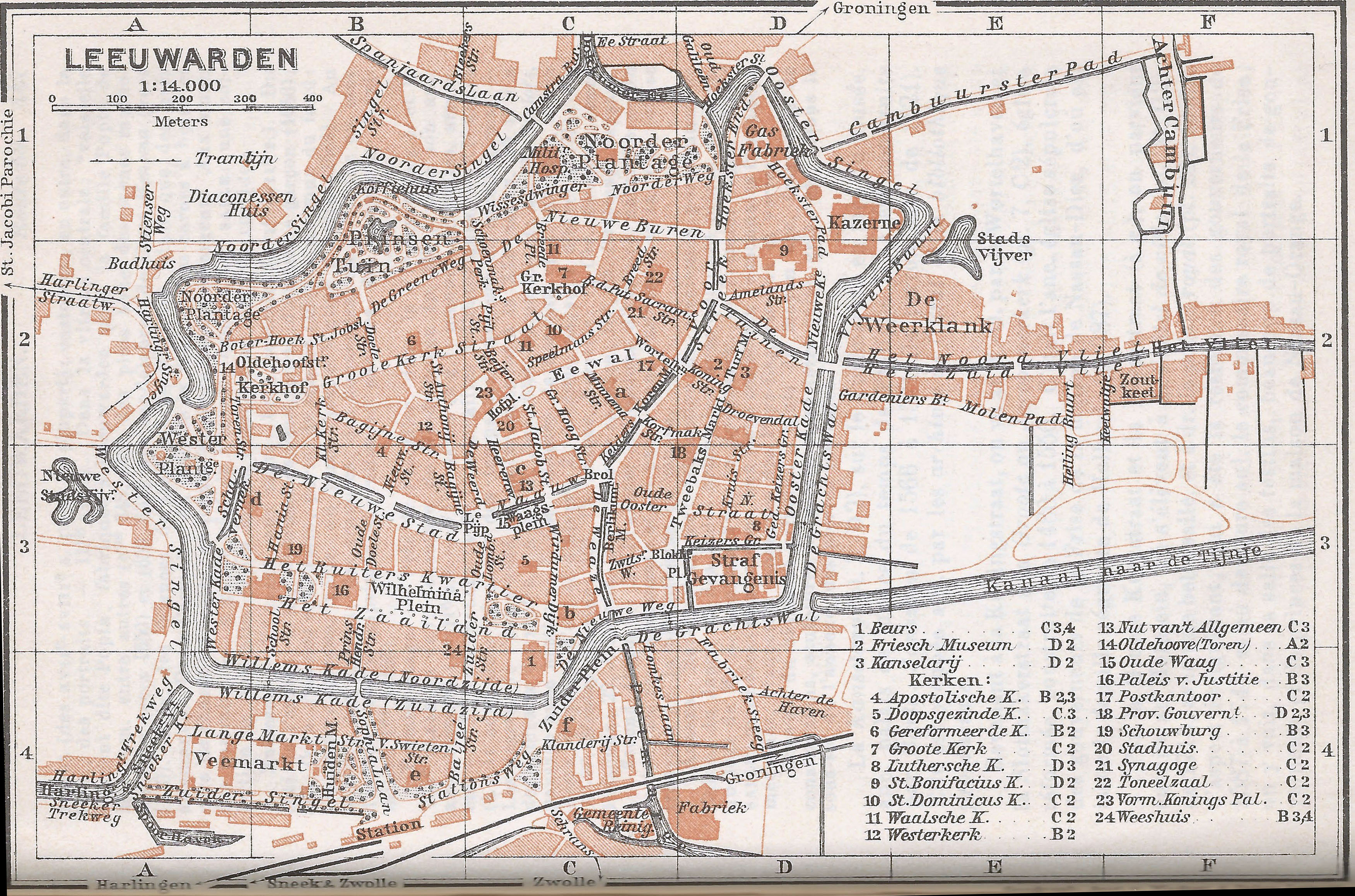
Kaart uit Baedeker Belgique et Hollande (1905)
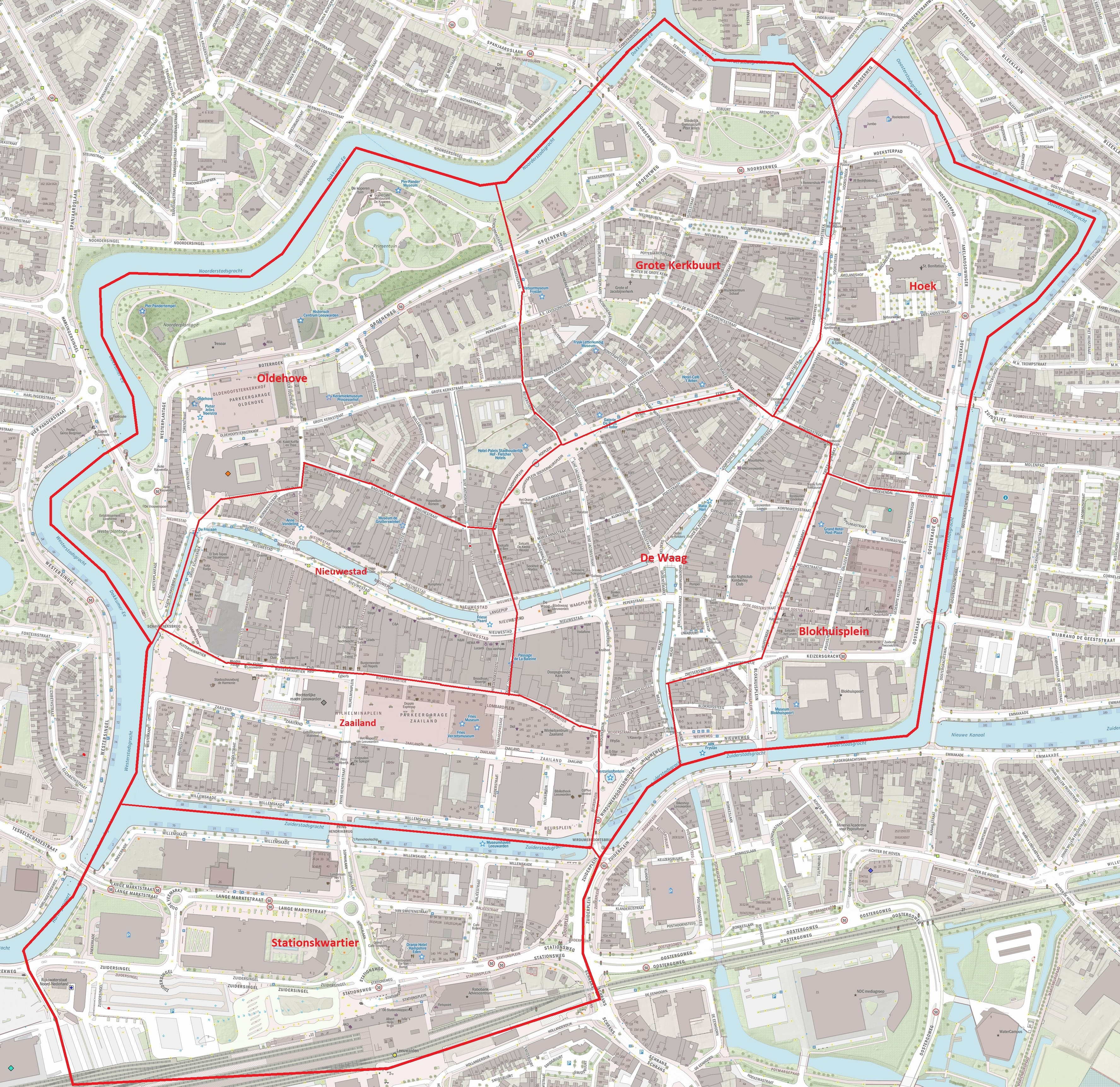
Kaart centrum Leeuwarden (2017)

## Indeling
- Noorderstadsgracht langs de Noorderplantage en  Prinsentuin met de Noorderbrug
- Hoekstergracht met de Hoeksterpoortsbrug
- Oosterstadsgracht met de Vlietsterbrug en de Oosterbrug
- Zuiderstadsgracht, met de Blokhuispoortbrug en Wirdumerpoortsbrug en de Prins Hendrikbrug bij de Willemskade
- Westerstadsgracht met de Vrouwenpoortsbrug

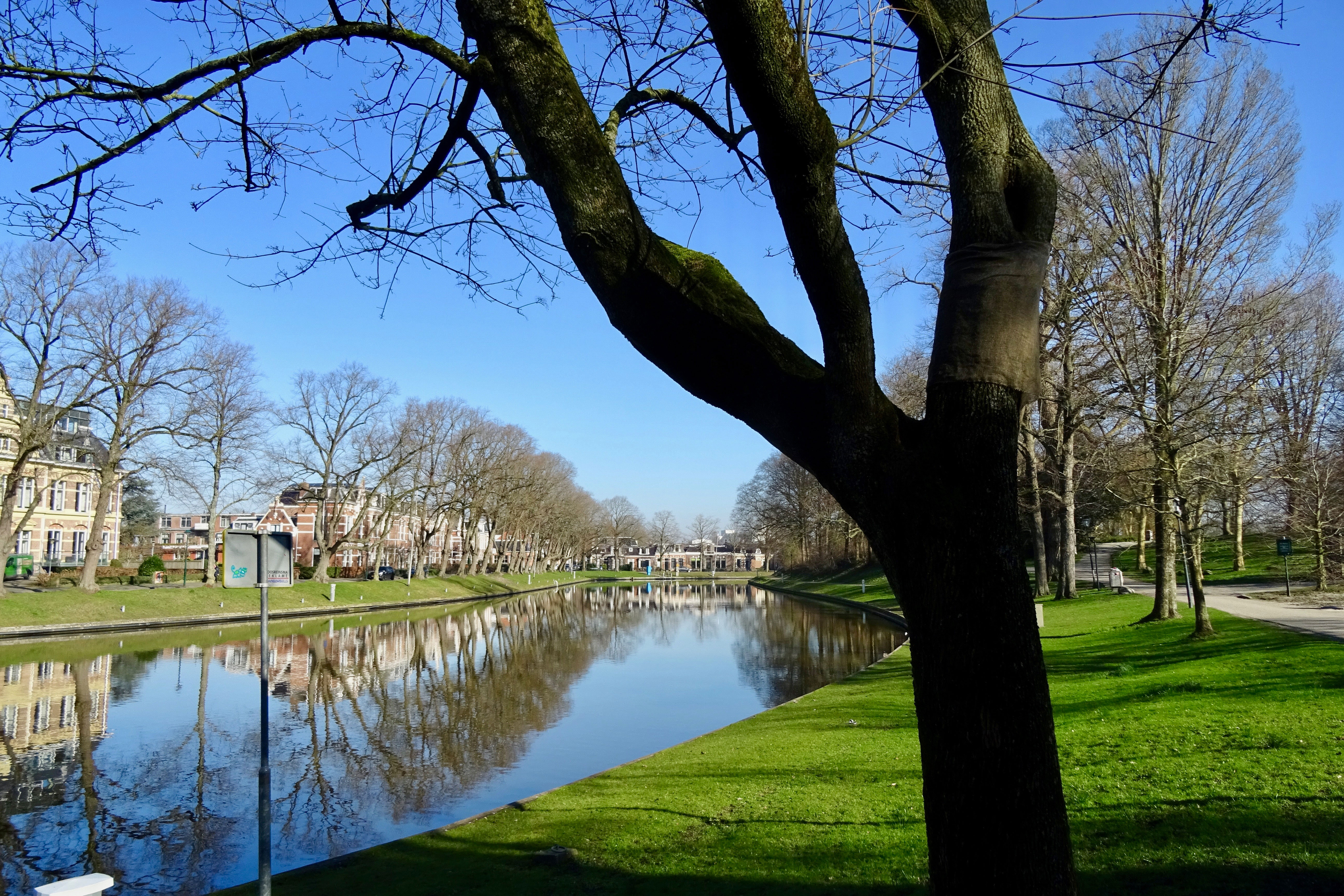
Noorderstadsgracht bij de Prinsentuin
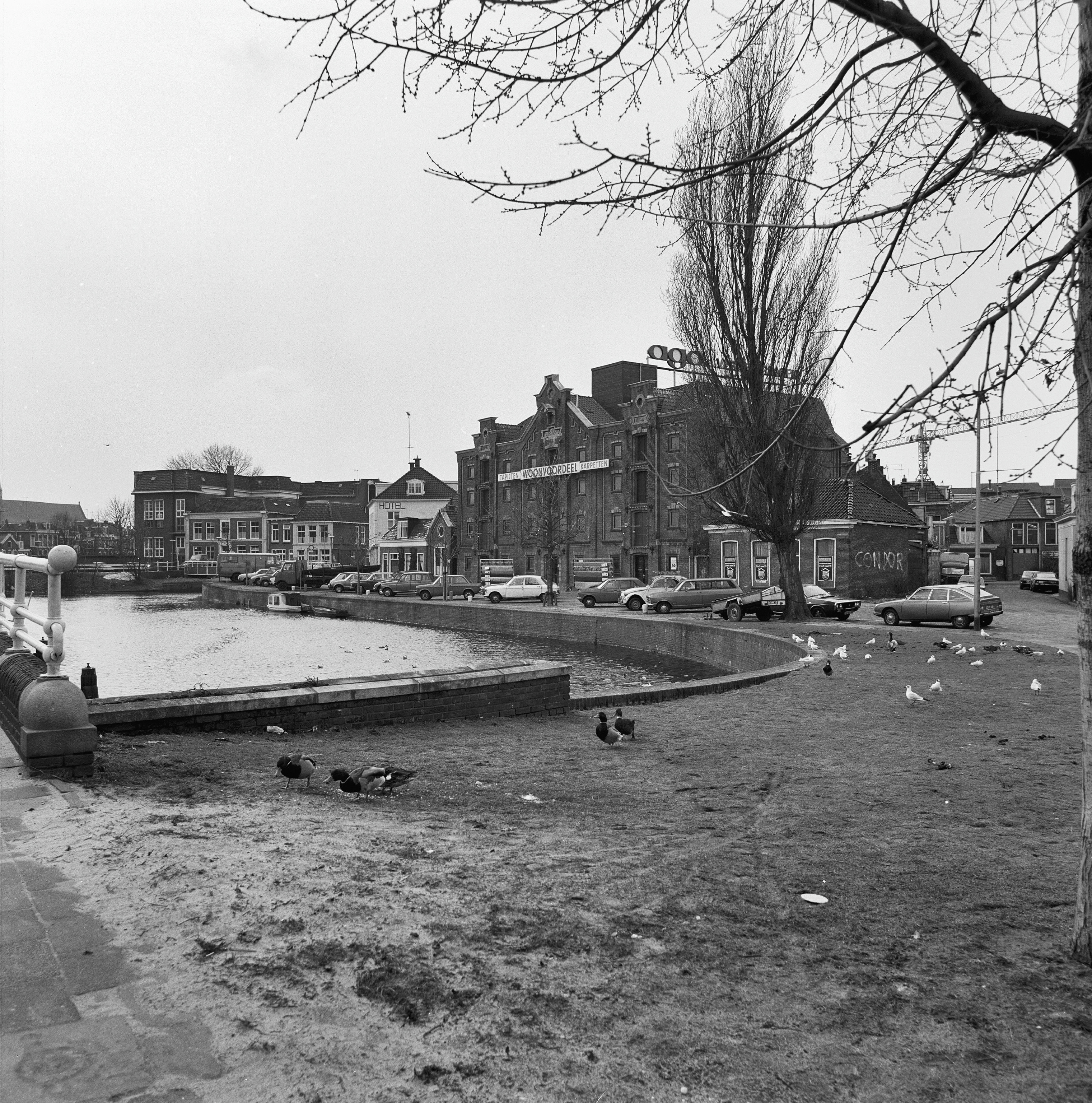
Hoekstergracht
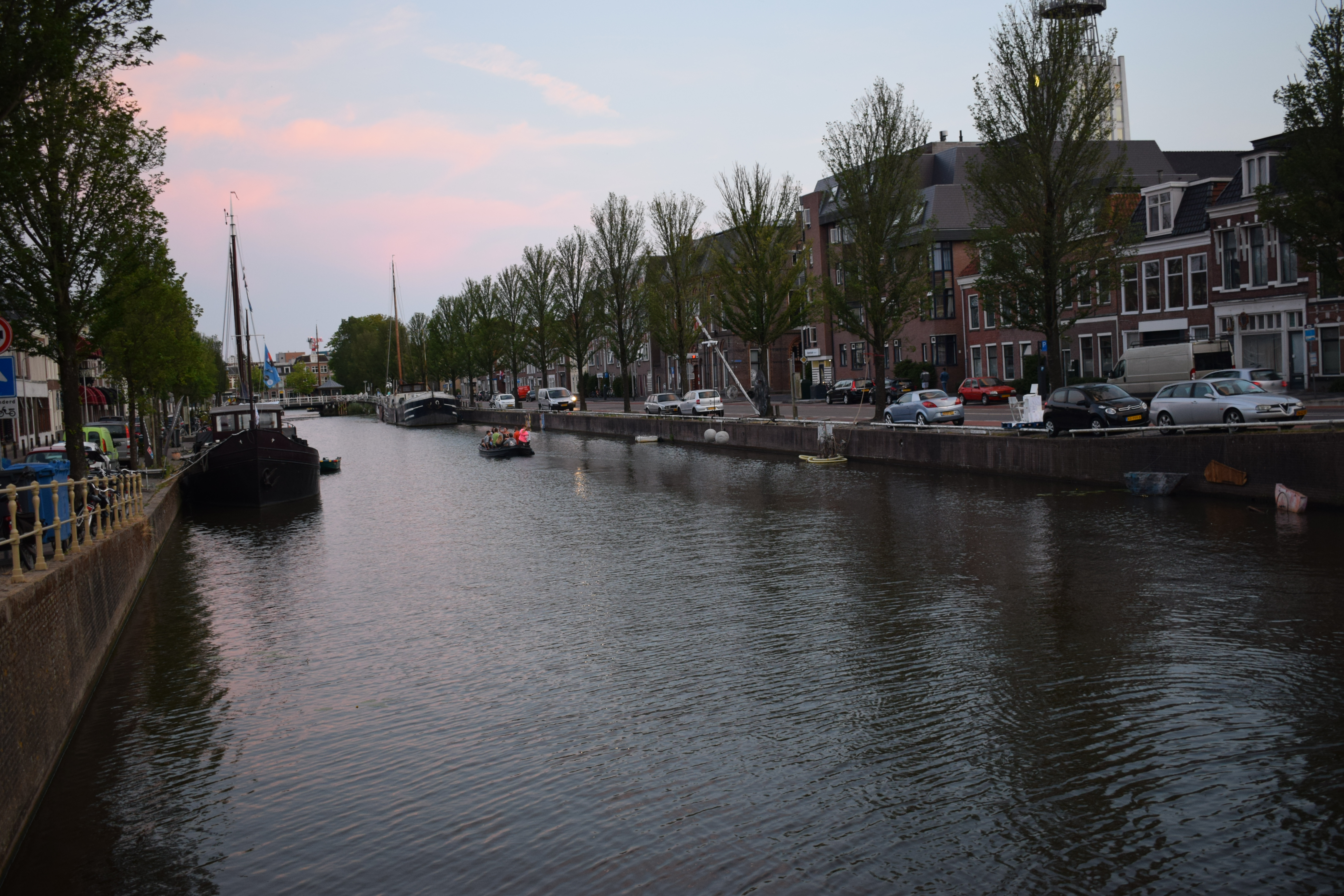
Oosterstadsgracht
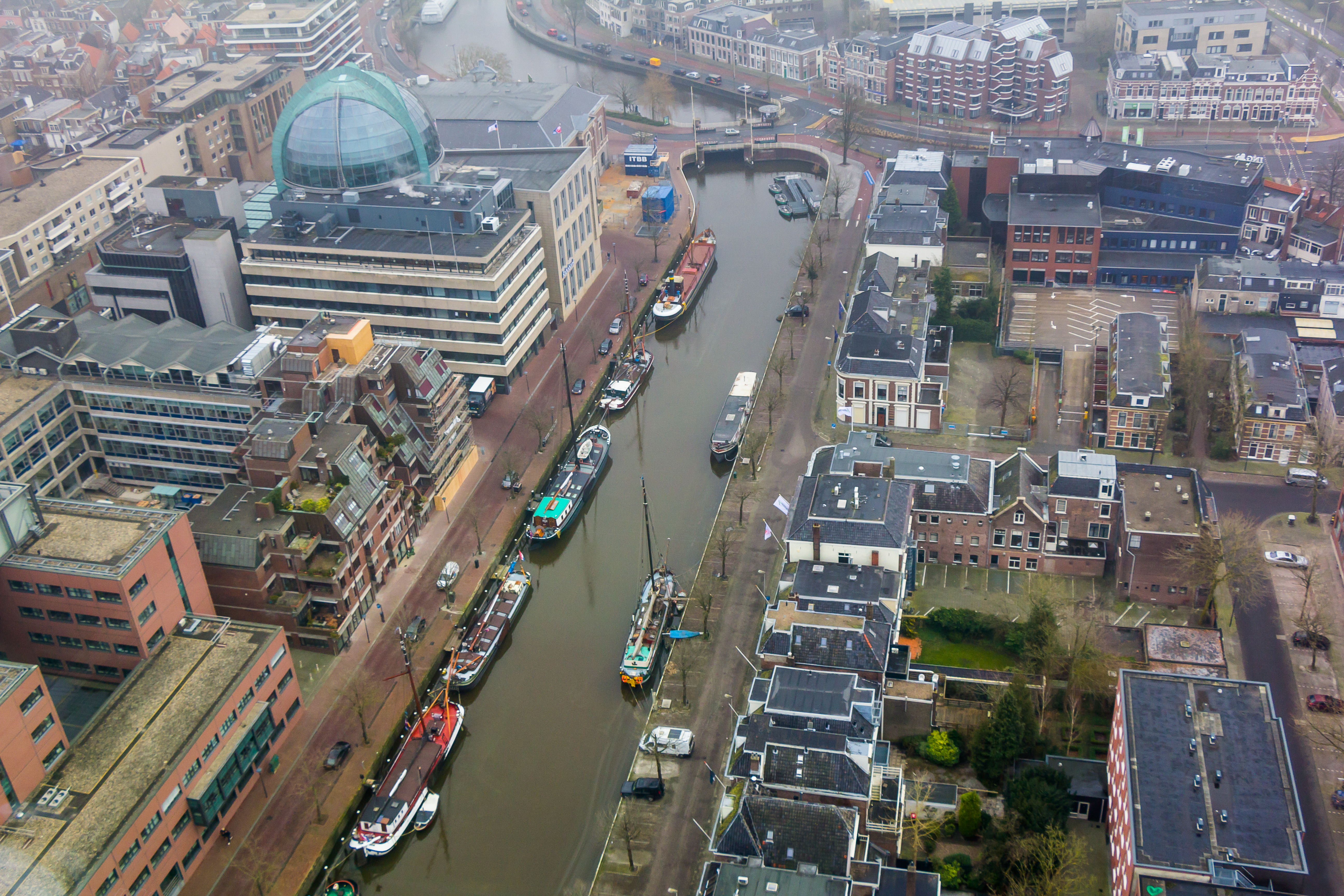
Zuiderstadsgracht
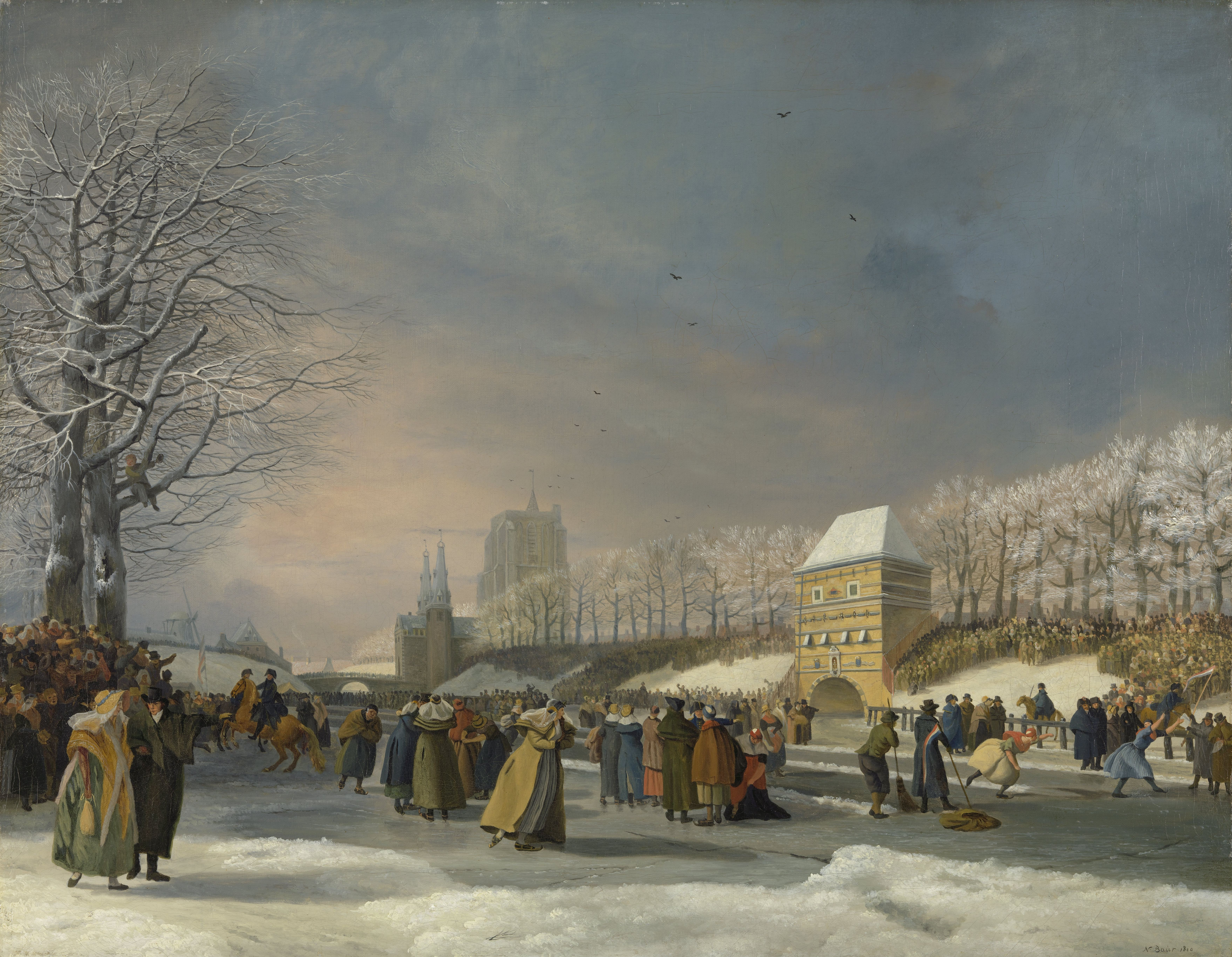
Schaatswedstrijd voor vrouwen op de Westerstadsgracht - schilderij van Nicolaas Baur (1809)

## Verbindingen
- Dokkumer Ee bij de Noorderstadsgracht.
- Vliet, gedempt in 1969, bij de Oosterstadsgracht.
- Nieuwe Kanaal (1895). Bij de Eerste Kanaalsbrug in de zuidoosthoek van de stadsgracht.
- Potmarge bij de Zuiderstadsgracht.
- Harlingervaart. Bij de zuidwesthoek van de stadsgracht.